# The Adventures of Bayou Billy
The Adventures of Bayou Billy (Japans: マッド・シティ; vertaling Mad City) is een videospel voor het platform Nintendo Entertainment System. Het sidescrolling racespel kwam uit op 12 augustus 1988.

## Ontvangst
| Beoordeeld door       | Jaar | Score |
| --------------------- | ---- | ----- |
| VideoGame             | 1991 | 80%   |
| NES Player            | 2002 | 60%   |
| Game Freaks 365       | 2006 | 55%   |
| The Video Game Critic | 2001 | 50%   |
| Just Games Retro      | 2014 | 50%   |
| Power Play            | 1991 | 42%   |
| HonestGamers          | 2008 | 20%   |